# David Casacuberta
David Casacuberta Sevilla (Barcelona, 1967) es un filósofo de la ciencia, artista digital y profesor universitario español.

## Biografía

### Actividad académica
David Casacuberta es doctor en Filosofía y máster en Ciencias cognitivas y del lenguaje. Es profesor de Filosofía de la ciencia en la Universidad Autónoma de Barcelona, codirector del máster en Diseño y Dirección de Proyectos para Internet de ELISAVA y participa como profesor en varios posgrados de gestión cultural, teoría del arte contemporáneo y el diseño de tecnologías digitales. Es miembro del Grupo de Trabajo de Ética, Seguridad y Regulación de bioinformática Barcelona e investigador del grupo consolidado GEHUCT (Grupo de Estudios Humanísticos en Ciencia y Tecnología).
En 2003 recibió el premio Eusebi Colomer de la Fundación Epson al mejor ensayo sobre los aspectos sociales o filosóficos de la nueva sociedad tecnológica con su libro Creación colectiva. Desde 2018 dirige la revista Enrahonar.

### Santo File
En 1998 fundó junto a Marco Bellonzi el colectivo artístico Santo File, que exploró el papel de los memes (en el sentido del concepto de Richard Dawkins) en sus conexiones con el arte y el medio digital. Su obra g.u.n. global united network (1999) criticaba la hegemonía de la economía en la cultura visual y lingüística contemporánea.Por su obra X-Reloaded (2005) obtuvieron el Premio Ingenio 400 del Ministerio de Cultura y la Sociedad Estatal de Conmemoraciones Culturales.